# Calamosaurus
Calamosaurus (що означає «очеретяна ящірка») — рід малих тероподових динозаврів із нижньокрейдової формації Уессек баремського періоду на острові Вайт, Англія. Його основу складають два шийні хребці (BMNH R901), зібрані преподобним Вільямом Фоксом.

## Історія й таксономія
Річард Лідеккер натрапив на ці кістки під час каталогізації колекції Fox і назвав їх Calamospondylus foxi, зазначивши їх схожість з кістками Coelurus. На жаль, Calamospondylus вже був зайнятий у 1866 році (за іронією долі самим преподобним Фоксом, тим самим чоловіком, якого вшановують у назві виду Лідеккера). Лідеккер перейменував його в 1891 році на його нинішню назву. У цей час він також тимчасово додав сюди праву гомілкову кістку NHMUK R.186, яка була відкрита Вільямом Д. Фоксом у 1865 або 1866 роках і ідентифікована Naish et al. (2001) як належна до базального целрозавра, такого як компсогнатид, і нещодавно був віднесена до Ornithomimosauria Allain et al. (2014).

## Палеобіологія
Як можливий базальний целурозавр, каламозавр був би малим, спритним, двоногим хижаком. Нейш та ін. (2001) оцінюють, що жива тварина мала довжину приблизно 3–5 метрів, з маленькою головою, враховуючи структуру шийних хребців.